# Вітряк (теорія графів)
У теорії графів «вітряк» Wd(k,n) — це неорієнтований граф, побудований для k ≥ 2 і n ≥ 2 об'єднанням n копій повних графів Kk в одній спільній вершині. Тобто це сума за 1-клікою цих повних графів.

## Властивості
Граф має (k−1)n+1 вершин і nk(k−1)/2 ребер, обхват 3 (при k > 2), радіус 1 і діаметр 2. Граф має вершинну зв'язність 1, оскільки його центральна вершина є точкою зчленування. Однак, подібно до повних графів, з яких він утворений, він є реберно (k-1)-зв'язним. Граф є тривіально досконалим графом і блоковим графом.

## Особливі випадки
За побудовою вітряк Wd (3,n) є графом товаришування Fn, вітряк Wd(2,n) є зіркою Sn, а вітряк Wd(3,2) є «метеликом».

## Розмітка і розфарбування
Граф «вітряк» має хроматичне число k і хроматичний індекс n(k-1). Його хроматичний многочлен можна отримати з хроматичного многочлена повного графа і він дорівнює {\displaystyle \prod _{i=0}^{k-1}(x-i)^{n}.}
Доведено, що граф «вітряк» Wd(k,n) не є граціозним, якщо k > 5. 1979 року Бермонд висловив гіпотезу, що Wd(4,n) є граціозним для всіх n ≥ 4. Відомо, що це так для n ≤ 22. Бермонд, Котціг і Тургеон довели, що Wd(k,n) не є граціозними при k = 4 і n = 2 або n = 3, і при k = 5 і n = 2. Вітряк Wd(3,n) граціозний тоді і тільки тоді, коли n ≡ 0 (mod 4) або n ≡ 1 (mod 4).

## Галерея

Малі графи-вітряки.

## Примітка
1. ↑  Gallian, 2007, с. 1-58.
2. ↑  Koh, Rogers, Teo, Yap, 1980, с. 559-571.
3. ↑  Bermond, 1979, с. 18-37.
4. ↑  Huang, Skiena, 1994, с. 225-242.
5. ↑  Bermond, Kotzig, Turgeon, 1978, с. 135-149.
6. ↑  Bermond, Brouwer, Germa, 1978, с. 35-38.